# 富士信用組合
富士信用組合（ふじしんようくみあい）は2010年10月まで存在し、兵庫県神戸市中央区に本店を置いていた信用組合。統一金融機関コードは2603で、合併前時点の店舗数は5店舗だった。2010年10月12日をもって、大阪協栄信用組合（大阪市中央区）と合併し、約55年の歴史に幕を下ろした。

## 沿革
- 1955年（昭和30年）12月 - 兵庫県たばこ信用組合として設立。
- 1970年10月 - 地域信用組合に転換し、富士信用組合に改称。
- 1991年（平成3年）10月 - みなと信用組合と合併する。
- 1998年11月 - 六甲信用組合の事業を譲り受ける。
- 2010年10月 - 大阪協栄信用組合（存続組合）と合併し、解散（旧：富士信用組合本店は「大阪協栄信用組合神戸営業部」となる）。

## 店舗
2010年10月11日時点
★：括弧内は店舗コード
- 本店（001）/兵庫県神戸市中央区北長狭通四丁目4-18
- 西宮支店（002）/兵庫県西宮市田中町5-11
- 明石支店（003）/兵庫県明石市西新町二丁目14-1
- 加古川支店（004）/兵庫県加古川市加古川町平野分木192-5
- 中央市場支店（018）/兵庫県神戸市兵庫区中之島一丁目1-5

合併前に廃止された店舗
- 東部市場支店（019）/兵庫県神戸市東灘区深江浜町1-1
2010年9月17日付けで廃店し、西宮支店に店舗統廃合された[2]。

## 大阪協栄信用組合との合併
2010年2月5日、当信組は同年10月上旬を目処に、大阪市中央区に本店を置く大阪協栄信用組合と合併することで合意し、2010年10月12日に合併した。民族系の信用組合を除けば、隣府県同士の広域合併については全国で2例目で、関西地方の信用組合としては初の隣府県同士の広域合併となる。
存続組合・合併後の名称は大阪協栄信用組合とし、預金量が近畿の信用組合中で3位に、さらに全国にある信用組合中で13位から9位（2010年2月の合併合意時点では10位）に浮上した。